# Calciatori Panini

Francobollo celebrativo della raccolta Calciatori realizzato dalle Poste italiane nel 2006

Calciatori è una popolare serie di album di figurine, creata nel 1960 dalla Panini.

## Storia

### Anni 1960

La prima figurina Panini, raffigurante Bruno Bolchi

All'inizio del 1960 i fratelli Benito e Giuseppe Panini, fondatori a Modena dell'Agenzia Distribuzione Giornali Fratelli Panini, acquistarono a Milano un lotto di vecchie figurine invendute delle edizioni Nannina che imbustarono a coppie in bustine bianche con cornicette rosse, mettendole in vendita a 10 lire l'una. Il successo fu enorme e inaspettato arrivando a venderne tre milioni. L'anno successivo decisero di stampare in proprio le figurine ideando anche un album per la loro raccolta. Le vendite arrivarono a 15 milioni di bustine. La copertina raffigurava Nils Liedholm, mentre la prima figurina stampata fu quella di Bruno Bolchi, il capitano dell'Inter dell'epoca. Nelle pagine finali dell'album era presente una sezione antologica dedicata al Grande Torino, squadra dominatrice dei campionati dell'immediato secondo dopoguerra. Nelle edizioni successive saranno le coppe europee e mondiali a essere rappresentate nelle parti finali dell'album.
Nel 1963 si unirono all'attività gli altri due fratelli Panini, Umberto e Franco. L'organizzazione dei primi periodi vedeva Giuseppe come inventore, Benito gestore delle spedizioni, Umberto tipografo e Franco Cosimo amministratore. Nei primi dieci anni le figurine si attaccavano con la colla e poi divennero autoadesive. Ogni squadra di Serie A era raffigurata con quattordici giocatori e in molti casi le figurine non erano altro che fotografie in bianco e nero colorate a mano.
Nell'edizione 1963-64 compaiono anche le squadre della Serie B, con i giocatori delle squadre presentati a coppie (due per ogni figurina); in copertina era raffigurato Ardico Magnini, con la maglia della Nazionale.

La prima rovesciata Calciatori di Ardico Magnini nell'album 1963-64

Nell'edizione 1967-68 esordiscono anche le squadre di Serie C con solo gli scudetti delle relative squadre laminati in argento e autoadesivi. Fa parte di questa raccolta la figurina Panini di più alto valore in assoluto, quella di Faustino Goffi del Padova. In questa raccolta la Panini commette il primo clamoroso scambio di persona. Nella squadra della Spal stampa la figurina del calciatore “Gildo Rizzato”, ma l’immagine della foto appartiene al suo compagno di squadra Ezio Vendrame. Altri casi simili si ripeteranno nella raccolta del 1973-74: la figurina di Giuliano Manfredi, portiere del Parma in serie B, in realtà raffigura Mirko Benevelli; nella collezione 1975-76 la figurina di Roberto Pruzzo, bomber del Genoa in B, è rappresentata da Sergio Rossetti, la Panini si accorgerà dell’errore e produrrà la nuova figurina con il “vero” Pruzzo; nella raccolta 1980-81 nel Cagliari, in serie A, c’è Claudio Azzali ma la figurina ritrae Marco Ricci.

### Anni 1970
Durante gli anni 1970 alla pubblicazione dell'album venne affiancata quella dell'Almanacco illustrato del calcio dall'edizione 1971, le mascotte delle squadre assumono più rilevanza e si sperimentarono nuove tecniche per la rappresentazione degli scudetti e per quella delle squadre. La sezione antologica alla fine dell'album è dedicata ai grandi campioni del passato, al ritiro della nazionale azzurra, alle coreografie del tifo organizzato, al regolamento del gioco del calcio. Numerose a quell'epoca erano le iniziative di beneficenza promosse nell'album, in particolare con l'UNICEF e con l'Unione Italiana Ciechi.
Nell'edizione 1969-70 i giocatori sono raffigurati a figura intera per poi tornare a mezzobusto da quella successiva. Dall'edizione 1972-73 le figurine diventano autoadesive eliminando le "celline" (piccole linguelle biadesive, che si staccavano, grazie a un taglio predefinito di contorno, da una schedina madre di formato pari a una normale figurina, e che furono inserite per qualche anno nelle bustine). Inoltre si passa alle foto dei calciatori in azione e sono presenti anche le figurine dei presidenti dei club e inoltre esordiscono le figurine delle squadre della Serie C. Nell'edizione 1978-79 gli scudetti sono in tessuto di jeans.

### Anni 1980
La parte antologica si restringe per dare spazio agli scudetti della nuova Serie C2,

L'album Calciatori 1982-83 rese omaggio alla vittoria azzurra al

 le pagine dedicate alle coppe europee spesso non sono più accompagnate dalle figurine corrispondenti. I ritratti dei giocatori della Serie A tornano a essere definitivamente l'immagine a mezzobusto. Variano invece di anno in anno le rappresentazioni degli scudetti, insieme ai quali compaiono in alternanza, nelle pagine di Serie A e Serie B, le mascotte e gli sponsor, che appaiono per la prima volta sulle maglie delle squadre nella stagione 1981-82.
Dall'edizione 1986-87 scompaiono gli scudetti della Serie C2 che verranno riadottati dieci anni dopo per l'edizione 1996-97. Sul finire del decennio, le figurine adottano definitivamente le misure 49×65 mm.

### Anni 1990

Giovanni Cervone in una figurina dell'album Calciatori 1993-94

All'inizio degli anni 1990 la Panini cambia proprietà ma ne segue una crisi aziendale.Nel 1992-93 viene stampata l'edizione dell'album con il minor numero di figurine in assoluto, fatta eccezione per la prima edizione del 1961-62 e composta solo da 413 immagini. Seguono altri cambi di proprietà e nell'album compaiono le pagine a colori e la grafica migliora. Ritornano i concorsi a premi, il numero di immagini si stabilizza intorno alle 600. Dall'edizione 1994-95 spariscono le mascotte delle squadre, sostituite dalle caricature dei campioni (disegnate da Achille Superbi), i confronti "Ieri e Oggi" di alcuni giocatori e allenatori, le vecchie copertine, fino all'edizione 2000. Dall'edizione 1996-97, per i 35 anni, vengono prodotte figurine speciali raffiguranti le copertine più significative del passato. Nella stessa annata ritornano, dopo un decennio di assenza, gli scudetti delle squadre della Serie C2.
Dall'edizione 1998-99 a ogni squadra di Serie A vengono dedicate quattro pagine invece delle solite due.
Nel 1999 esordì il primo sito web dedicato interamente alla raccolta anche se l'album era già stato presentato nei due anni precedenti nel sito ufficiale della Panini.
L'edizione della stagione 1999-2000 viene chiamata Calciatori 2000, e sono presenti figurine dedicate anche agli allenatori e agli arbitri internazionali, presenti anche nell'edizione 2000-2001 e poi rimossi.

### Anni 2000
Nell'edizione 2001-02 la figurina raffigurante la formazione di Serie C1 della Reggiana viene erroneamente proposta anche per la Reggina, squadra di Serie B, a causa di un refuso.
Nell'edizione 2002-03 esordiscono anche le figurine della Serie A di calcio femminile e la Panini organizza una partita amichevole tra la selezione della Nazionale di calcio femminile dell'Italia e una squadra maschile formata da collezionisti, giocata sul campo ufficiale del Centro Tecnico di Coverciano e vinta per 4-2 dalle ragazze allenate allora da Carolina Morace.
Nel 2003 nacque il sito ufficiale calciatoripanini.it e nel 2006, Panini ha lanciato anche la prima raccolta virtuale di figurine; nel 2004 è stata messa online la seconda raccolta virtuale di figurine dedicata al calcio europeo e intitolata "Panini Virtual European Football by Coca-Cola".
Nell'edizione 2003-04 esordisce anche il calcio giovanile con le squadre del campionato Primavera delle squadre di serie A ritratte su una figurina apposita. Nell'edizione 2004-05 per ogni squadra di Serie A è presente l'immagine della corrispondente curva. Nel 2005-06 per ogni squadra di Serie A compare una figurina raffigurante dei giocatori impegnati in un'esultanza per un gol. Quello fu il primo anno del "MyPanini", ovvero della creazione della figurina personalizzata sul sito web della Panini. Alla fine dell'album era presente la sezione "Azzurri nel mito", con le figurine, le immagini direttamente dell'album e le didascalie di 35 giocatori che nel corso del precedente anno hanno rappresentato la maglia azzurra. La figurina speciale Linosonego che concludeva l'album si poteva ordinare dal sito della società di poltrone.
L'edizione 2006-07

L'album 2006-07

La 46ª edizione dell'album Calciatori presenta una grande novità: per la seconda volta, a causa della presenza della Juventus, la Serie B ha le immagini dei giocatori a figura intera (c'è stato un altro anno precedente, nel 1967-68, che presentava figurine di Serie B a figura mezzobusto intera); di conseguenza le squadre cadette occupano una pagina in più. Per contro, gli scudetti di Serie C si rimpiccioliscono fino a un quarto della figura intera e sono contrassegnati da lettere (da A1 a Z4), per evitare un numero eccessivamente grande di figurine, comunque considerevole (840). Le figurine speciali consistono nel "Top Player", ovvero un giocatore di rilevanza di ogni squadra raffigurato in azione.

Nella stessa edizione esordisce la Serie D, con quattro pagine speciali, con i dati e gli scudetti delle squadre componenti dei nove gironi e le figurine dei loghi della Lega Nazionale Dilettanti e del Comitato Interregionale.
Sulla copertina dell'album ci sono cinque giocatori tra i protagonisti del campionato: Amauri (Palermo), Luca Toni (Fiorentina), Gennaro Gattuso (Milan), Marco Materazzi (Inter) e Francesco Totti (Roma), con un'anteprima delle figurine che si trovano all'interno, ad anticipare la principale novità (a causa della presenza della Juventus) delle figurine di serie B a figura intera; ci sono infatti le immagini di giocatori di Serie A e Serie B: Emanuele Calaiò (Napoli), Sulley Muntari (Udinese), Adailton (Genoa), Valeri Bojinov (Juventus), Cristiano Lucarelli (Livorno), Tommaso Rocchi (Lazio), Claudio Bellucci (Bologna) e Christian Riganò (Messina).
L'edizione 2007-08

L'album 2007-08

Nella copertina della 47ª edizione dell'album non è presente alcun calciatore appartenente alla Serie A o alla Serie B, ma sono presenti solo due gambe in bianco e nero, con il pallone ufficiale dell'edizione 2007-2008; mentre la consueta rovesciata è raffigurata in piccolo, in alto a destra.
Le figurine speciali non ci furono, e l'immagine della squadra venne divisa in due figurine. Tra le altre novità ci sono gli scudetti glitterati e in rilievo delle squadre della Serie A e B, e i nuovi palloni del campionato. Quattro sono i calciatori per ogni figurina della Serie B, differenza importante rispetto all'anno precedente dove per ogni figurina c'era un solo calciatore. Per quest'anno sono scomparsi gli scudetti dalla Serie C, mentre erano presenti solo le figurine delle squadre. Inoltre in una pagina dell'album si raccoglievano le figurine dei 48 protagonisti della Serie C1 (due protagonisti per ogni squadra). Rimangono la Serie D e la Serie A femminile, e delle novità importanti sono l'esordio del "grande concorso Top Team Panini" dove tramite il sito web della Panini venivano votati 11 giocatori ritenuti i migliori del campionato; la formazione è stata: Buffon, Materazzi, Maldini, Zanetti, Kakà, Marco Rossi, Gattuso, Nedved, Ibrahimović, Del Piero e Totti. Inoltre ci furono le figurine "Calcio Spettacolo" di 12 giocatori che eseguivano colpi acrobatici.
L'edizione 2008-09

La copertina dell'edizione 2008-09

Nella copertina della 48ª edizione dell'album è presente un giocatore in maglia rossa che tira un pallone Nike (che in realtà è la stessa rappresentazione del calciatore Nicola Ventola nella figurina dell'album precedente del "Calcio Spettacolo"). Nella copertina sono presenti 26 giocatori, ognuno dentro un cerchio.
Tra le novità dell'album 2008-2009 bisogna segnalare il cambiamento della figurina dell'allenatore che da mezzo busto passa a figura intera in azione, l'inserimento di curiosità nelle pagine delle squadre della Serie A, ma l'eliminazione delle magliette per ogni squadra. Nelle figurine sul bordo vennero introdotti i simboli degli scudetti, Coppe Italia e Supercoppe italiane vinte da ogni giocatore. Venne introdotta la sezione "Il film del campionato" che comprendeva 6 figurine riguardanti "La corsa d'inverno", cioè il gol (Júlio Baptista in Torino-Roma 0-1), il cannoniere (Marco Di Vaio), la sorpresa (Mauro Zárate), il meno battuto (Gianluigi Buffon e Alexander Manninger), alto rendimento (Ezequiel Lavezzi), campioni d'inverno (Inter) e altre 6 figurine riguardanti "Lo sprint scudetto", cioè il grande rivale (Juventus), superbomber (Zlatan Ibrahimović), l'uomo dell'anno (Gian Piero Gasperini), e tre figurine dei campioni d'Italia (Inter).
Le figurine "We are the world" furono una grande novità. Esse erano figurine di 8 giocatori (Giuseppe Rossi, Adrian Mutu, Houssine Kharja, Mauro Zárate, Mirko Vučinić, Takayuki Morimoto e Mark Bresciano) rappresentanti dei 5 continenti in Italia. Inoltre in quella sezione vi furono statistiche dei giocatori provenienti da ogni continente e che hanno militato nella Serie A. Ci fu il ritorno degli scudetti per la Lega Pro, che però divennero più piccoli di quelli degli anni precedenti. Nell'album 2006-2007 infatti, gli scudetti dell'allora chiamata Serie C per ogni figurina erano due, dal 2008-2009 passarono a quattro. La sezione finale dell'album chiamata "Verso il Sudafrica", sul cammino degli azzurri nelle qualificazioni al campionato mondiale di calcio 2010, raccoglieva sei figurine sugli azzurri (La formazione, il capitano Fabio Cannavaro, il portiere Gianluigi Buffon, Daniele De Rossi dopo aver fatto una doppietta alla Georgia, Antonio Di Natale che esultava dopo la rete contro il Cipro e il primo gol di Alberto Aquilani contro il Montenegro), il calendario del gruppo 8 delle qualificazioni europee per il mondiale 2010, la storia dell'Italia ai mondiali e le statistiche sulle gare degli azzurri nelle fasi finali. Il successo del "Top Team Panini" si riconfermò anche quest'anno.
L'edizione 2009-10

La copertina dell'edizione 2009-10

Nella copertina in rilievo della 49ª edizione dell'album sono presenti Samuel Eto'o, Amauri, Giampaolo Pazzini, Fabio Quagliarella, Pato, Fabrizio Miccoli e Daniele De Rossi impegnati in esultanze. Il logo Calciatori 2009-10 è in giallo.
Una delle novità dell'edizione 2009-2010 è il ritorno delle magliette per ogni squadra di Serie A. Poi sono stati aggiunti anche i simboli della UEFA Champions League, UEFA Europa League e Coppa delle Coppe UEFA sul bordo, per indicare le vittorie di quei rispettivi trofei. La sezione "Il film del campionato" è rimasta uguale a quella dell'anno precedente, eccezion fatta per la figurina de "La grande muraglia" che sostituisce quella del meno battuto. Una nuova sezione è "Calcio d'autore", una sezione con 12 figurine di giocatori rappresentativi di 12 squadre della Serie A (sono state escluse Genoa, Lazio, Parma, Atalanta, Catania, Livorno, Siena e Chievo), che eseguono grandi gesti tecnici, tra le quali troviamo Gianluigi Buffon, Paulo Vitor Barreto, Antonio Cassano, Daniele Conti, Antonio Di Natale, Marco Di Vaio, Samuel Eto'o, Gennaro Gattuso, Alberto Gilardino, Fabrizio Miccoli, Fabio Quagliarella e Francesco Totti. Sull'album sotto lo spazio dedicato alla figurina è presente l'autografo (non originale) del calciatore. La specialità di questa sezione è che nelle bustine la Panini ha messo a disposizione dei collezionisti 50 figurine in edizione limitata con gli autografi originali per ognuno dei 12 calciatori della sezione. In tutto le figurine autografate sono 600 e sono in edizione limitata. Dietro a ognuna di queste figurine è presente un codice che si può immettere sul sito web della Panini e quindi è possibile vedere la classifica nazionale o per provincia di ogni figurina autografata. Il 7 gennaio 2009 è stata messa la prima figurina autografata, che è di Antonio Cassano. Le figurine della Serie B comprendono tre giocatori, differenza importante rispetto ai due anni precedenti, dove erano quattro. Oltre alla nuova sezione "Calcio d'autore" ne sono state create altre due alla fine dell'album: "Momenti di gloria" e "L'Italia nei Mondiali Panini". La prima sezione "Momenti di gloria delle venti protagoniste del campionato di Serie A" erano venti figurine ciascuna rappresentante una prima pagina de La Gazzetta dello Sport in un momento di gloria per le squadre. Ad esempio la figurina della prima pagina dell'Inter è del 17 maggio 2009, ovvero la data della vittoria del 17º scudetto dell'Inter. La seconda sezione finale è "L'Italia nei mondiali Panini". In questa sezione ci sono dieci figurine rappresentanti la formazione italiana dal campionato mondiale del 1970 in Messico al campionato mondiale del 2006 in Germania. Sotto ogni figurina è presente in una didascalia, una breve descrizione di quel mondiale e del risultato degli azzurri. L'ultima novità è il "Top Team Young" che accompagna il "Top Team", simile a quest'ultimo inventato due anni prima, ma in questo concorso si devono votare solamente dei calciatori giovani. Inoltre, 12 figurine erano disponibili esclusivamente comprando due numeri de La Gazzetta dello Sport abbinata al settimanale Sportweek.
I primi album di quest'edizione vengono stampati con un errore, non viene infatti assegnato il 3º scudetto della Roma. Per ovviare, inizialmente la Panini fa uscire una speciale figurina che comprende tutta la bacheca giallorossa, con l'errore corretto; in seguito gli album vengono ristampati con il dato corretto.

### Anni 2010
Nella copertina della 50ª edizione viene rappresentato uno stadio, mentre è presente uno scudetto dai colori sgargianti. Il logo è simile al precedente, ma colorato di una tonalità oro. La consueta rovesciata è raffigurata proprio sullo scudetto.
In questo speciale album c'è da attaccare una figurina molto particolare: la figurina 00 che è il simbolo dei 50 anni Panini. La figurina rappresenta il classico simbolo della Panini con dietro un 50 dorato.
Le pagine di Serie B non raffigurano più 4 giocatori messi insieme dentro una griglia ma 3 giocatori legati tra loro che devono andare sulla propria immagine. Da questa edizione le pagine di Serie A hanno raffigurati un'immagine di uno dei calciatori più importanti della storia di ogni squadra. In questa edizione sono inoltre presenti in formato figurina le immagini dei vecchi album, bissando quella della raccolta 1996-97, anno del trentacinquesimo anniversario.
Inoltre nel particolare concorso Top Team Panini 50 viene scelto il miglior attaccante della storia Panini, Diego Armando Maradona.
L'edizione 2011-12
La copertina della 51ª edizione, dedicata al 150º anniversario dell'Unità d'Italia, rappresenta la solita rovesciata sullo sfondo di un campo colorato in verde, bianco e rosso (ovvero i colori della bandiera d'Italia). Nel nuovo album ci sono varie novità, a partire dalla rappresentazione di tutti i pullman delle squadre di Serie A, e sulle figurine dei giocatori della Serie A sono state aggiunte le date e i luoghi di nascita, invece di essere presenti solo nelle pagine. È presente uno spazio chiamato Calciatori Show, realizzato in collaborazione con Sky Sport, con figurine che, grazie alla tecnologia digitale, ripropongono tutte le giocate più incredibili dei primi mesi di campionato. C'è inoltre la sezione dedicata agli arbitri di Serie A e B, e anche la sezione Calciatori Plus, dedicata ai nuovi record raggiunti dai giocatori dalla stagione 2002-2003 alla 6ª giornata della stagione 2011-2012 di Serie A.
L'edizione 2012-13
La copertina dell'album rappresenta lo stivale italiano, nel quale sono rappresentati i giocatori-simbolo di ogni squadra partecipante al campionato di Serie A 2012-2013. Lo sfondo è completamente bianco, mentre al centro spicca la tradizionale rovesciata di Carlo Parola, visibile anche in controluce a ripetizione sullo sfondo bianco. Confermata la sezione Il film del campionato con le 16 figurine che saranno distribuite in abbinamento a Corriere dello Sport e Tuttosport. Contemporaneamente troviamo due nuove sezioni: Il calcio che cambia, una raccolta di 12 figurine sulle regole del calcio, e Lo show del gol, realizzata in collaborazione con Sky Sport, nella quale troviamo le esultanze di alcuni giocatori dopo aver realizzato un gol nella prima parte di campionato 2012-2013. La particolarità delle figurine di questa seconda sezione è data dal fatto che, oltre a essere trattate in modo particolare con la tecnologia digitale, sul retro della carta presentano sia un codice alfanumerico da inserire sul sito per vedere il gol, sia un codice QR con cui vederlo direttamente da smartphone. In quest'edizione torna la Primavera TIM con due pagine interamente dedicate, da riempire con le figurine delle squadre schierate e il logo del campionato. La Serie A femminile, in quest'edizione, ha le figurine già prestampate.
L'edizione 2013-14
Molte novità sono presenti quest'anno. Già nella prima pagina è presente la figurina 00 che raffigura Topolino fare una rovesciata (figurina nota come Topolino Gol). Inoltre sono presenti il logo e il trofeo di Serie A, Coppa Italia e Supercoppa italiana (ciascuna occupa una figurina); sono inoltre presenti i loghi e il trofeo (ciascun logo e trofeo della coppa occupa una figurina) di Campionato Primavera, Coppa Italia Primavera e Supercoppa Primavera. La maggiore novità è in Serie A: la figurina della squadra schierata è divisa in 6 figurine. Sono presenti in ciascuna figurina dei calciatori di Serie A i profili Twitter dei calciatori. La figura dell'allenatore è a mezzobusto, mentre nella pagina di ogni squadra sia di A che di B è presente anche l'immagine della relativa formazione Primavera. Sono presenti anche 20 figurine con le 20 squadre di Serie A rappresentate da Topolino e dai suoi amici. Un'altra novità è la sezione "Derby-History Remix", dove compaiono 10 figurine con il giocatore più rappresentativo di ogni squadra che gioca un derby. Presenti anche 2 squadre schierate (mezza squadra per figurina) degli arbitri di Serie A e Serie B. Un'altra novità è in B, dove una figurina comprende la squadra Primavera schierata e la figurina dell'allenatore, inoltre sono state aggiunte anche in B sia per i giocatori che per gli allenatori le date di nascita, già introdotte nell'edizione 2011-2012. Presente anche il logo ufficiale e il pallone della Lega Pro nonché il logo della Serie A femminile. Infine c'è la sezione "Essere calciatori", dove sono presenti delle figurine raffiguranti Gianluca Zambrotta compiere gesti tecnici come lo stop di petto e l'aggancio. In totale le figurine sono 865, il numero più alto di sempre.
L'edizione 2014-15
In copertina sono presenti 20 calciatori, uno per squadra. Lo sfondo è scuro e la scritta "Calciatori" risulta alterata di carattere rispetto alle precedenti edizioni (ricalcando molto le raccolte che vanno dal 1965-66 al 1992-93). Sono presenti 782 figurine e 128 pagine. Il colore delle figurine è il verde, come nella raccolta del 1984-85. La novità di quest'edizione è la scomparsa delle figurine che compongono le squadre di Serie A e la proiezione della foto della squadra sulle rispettive pagine, inoltre, sono previste le figurine delle maglie delle rispettive squadre della massima serie insieme alla figu-quiz con la curiosità relativa alla squadra. Anche in quest'edizione sono confermate: la Serie B, il logo ufficiale e il pallone della Lega Pro nonché il logo della Serie A femminile con le figurine delle squadre prestampate. Infine c'è la sezione "L'Italia che verrà", dove sono presenti delle figurine raffiguranti giovani talenti che rappresentano la Nazionale del futuro. Le figurine degli aggiornamenti sono uguali a quelle degli altri titolari in rosa e gli acquisti più importanti sono anche in una sezione separata.
L'edizione 2015-16
La copertina oltre alla classica rovesciata di Carlo Parola, ricalca molto la copertina della raccolta 1990-91, con le bandiere delle squadre che garriscono al vento con lo sfondo metallizzato. Le figurine sono ben 893, nuovo record di sempre. Le novità di quest'edizione sono rappresentate: dal ritorno delle figurine delle squadre di Serie A in due parti, dagli scudetti della Serie A in raso e delle maglie in PVC trasparente, 22 figurine di calciatori per squadra della Serie A oltre alle indicazioni del piede preferito, del capitano e dell'esordio in Serie A con i tabellini dei vari giocatori separati dalle figurine come nelle raccolte fino a quella del 1997-98, ma nella pagina precedente a quella delle figurine dei singoli giocatori. Gli allenatori della Serie A per la prima volta avranno l'indicazione delle squadre allenate nella loro carriera. Le figurine della Serie B da 3 tornano a 2 (la sezione delle varie squadre è uguale a quella della raccolta 1982-83 con tre file di figurine anziché due) e inoltre viene creata la sezione "Raffigura la tua Squadra del cuore" con i collezionisti che hanno disegnato le mascotte della loro squadra preferita e tramite votazione on line, rappresentate in figurina (l'ultima raccolta con le mascotte disegnate risale a quella del 1994-95, anche se già prestampate). La sezione del calcio femminile e quella del Campionato Primavera hanno le figurine già stampate. La sezione del film del Campionato ha 5 temi (inizio stagione, la corsa d'inverno, primavera, lo sprint scudetto e i verdetti finali) anziché 2 (la corsa d'inverno e lo sprint scudetto). Il primo uscito insieme alla collezione, mentre gli altri 4 con la Gazzetta dello Sport e non più con Corriere dello Sport e Tuttosport.
L'edizione 2016-17
In quest'edizione che vede aumentare il suo formato, viene proposta l'iniziativa "Raffigura il tuo Campione" dove i disegnatori possono realizzare ritratti e caricature dei giocatori, ricalcando quelli di Bruno Prosdocimi (attivo nelle raccolte dal 1968-69 fino al 1978-79) e di Achille Superbi (attivo nelle raccolte 1993-94, 1997-98 e 1999-2000), rifacendosi alla sezione "Raffigura la tua Squadra del cuore" della raccolta precedente (con sole 11 figurine anziché 20). A differenza della precedente raccolta, le figurine con i palloni delle varie categorie vengono già raffigurati sulla prima pagina dell'album. Le figurine sono 745. Per ogni squadra di Serie A, vengono raffigurati 22 giocatori, più le figurine della "Generazione Z" (dove appaiono i due dei giocatori più giovani di ogni squadra, tra cui Moise Kean e Alessandro Plizzari, entrambi nati nel 2000 militanti il primo nella Juventus e il secondo nel Milan), la prima maglia in raso, scudetto, squadra e allenatore. Le altre sezioni presenti in quest'edizione sono: "Serie A: Record da campioni" e il "Film del campionato" in collaborazione con la Gazzetta dello Sport (dove appare in figurina il giovane esordiente Pietro Pellegri). Per le squadre di Serie B, sparisce la figurina dell'allenatore. Inoltre, la Lega Pro e la Serie A femminile hanno già le figurine prestampate. Un'altra particolarità di quest'edizione è data dal fatto che sotto il nome di ogni squadra di A e B, vi sono i nomi di tutti i calciatori che hanno militato nella squadra in questione e l'eliminazione del calendario stagionale di tutte le divisioni.

### Anni 2020
L'edizione 2020-21
L'edizione 2020-21 celebra il 60º anniversario della raccolta. Si compone di 748 figurine da raccogliere in 132 pagine. La copertina è caratterizzata dall’immagine iconica del famoso calciatore in rovesciata, storico simbolo delle collezioni “Calciatori”, con un grande numero 60 dorato su un muro tricolore. Tra le novità di questa edizione sono presenti le figurine di “Top Team Panini 60” e “La Panini più amata”, scelte con la collaborazione dei collezionisti e dei tifosi dei club, le figurine delle copertine storiche dei 60 album “Calciatori” dal 1961 e degli MVP (Most Valuable Players) delle squadre della Serie A TIM, le quali, insieme alle figurine de il "Film del campionato", sono ottenibili in uscita con La Gazzetta dello Sport. Inoltre, sono presenti 22 figurine della Nazionale Italiana Cantanti che celebra il suo 40º anniversario e per la prima volta una speciale figurina verrà messa all'interno della bolletta del telefono della TIM.. Le figurine dedicate al calciomercato sono realizzate in collaborazione con Sky Sport e in uscita nel mese di marzo 2021 insieme alle figurine del "Top Team Panini 60" e "La Panini più amata".
L'edizione 2021-22
Per la sessantunesima raccolta, venne realizzata la “Digital Collection Calciatori Serie C Lega PRO 2021-22“, dove attraverso dei codici inseriti nelle bustine, si potranno ottenere sul sito 5 figurine dei giocatori della Serie C, andando a formare 3 album per ogni girone: una volta completato uno dei gironi, o tutti e tre, si potrà ottenere anche la versione cartacea degli album. Con questi la raccolta diventa la più lunga dalla sua nascita, con oltre 2000 figurine totali.
Tra le novità di quest'edizione, poi, le figurine dei calciatori di Serie A vengono raffigurate in due formati: mezzobusto e giocatore in azione.
Tra le conferme, invece, vi sono le sezioni dedicate al calcio femminile, al Film del Campionato e al Calciomercato. 
Altre sezioni speciali previste nella raccolta sono quelle relative alla Nazionale, fresca campione d'Europa con una rassegna di 30 giocatori nati dopo il 1998; una dedicata ai 20 Avatar che rappresentano i club di Serie A realizzata in collaborazione con TIM e Top Performer della Serie A TIM con 20 giocatori di cui uno per club e dell'EA Sports Player of the Month, riconoscimento di Lega Serie A al miglior giocatore del mese, con il Coach of the Month, riconoscimento attribuito al miglior allenatore del mese.
L'edizione 2022-23
Per il secondo anno, ci saranno gli album della “Digital Collection Calciatori Serie C Lega PRO" e ad esso si unisce anche per il primo anno l'album digitale dedicato alle Calciatrici.
L'edizione 2023-24
Terzo anno della “Digital Collection Calciatori Serie C Lega PRO" e secondo delle Calciatrici. La figurina del calciatore più giovane ad esordire in Serie A è quella di Francesco Camarda.
L'edizione 2024-25
La novità di questa edizione è il formato dell'album; infatti la casa modenese decide di abbandonare la modalità a quaderno con le pagine spillate per passare ad una nuova edizione brossurata, vale a dire col dorso rilegato proprio come i fumetti. Dopo tre edizioni, la “Digital Collection Calciatori Serie C Lega PRO" non viene realizzata. Una grande novità riguarda invece l'album delle Calciatrici, al suo terzo anno di realizzazione, che passa direttamente all'edizione cartacea, senza passare per quella digitale, composta da 48 pagine e 322 figurine. Altra grande novità riguarda la Calciatori Upgrade, ossia gli aggiornamenti, composta da 100 figurine, che per la prima volta conterranno oltre che alla Serie A, con 80 figurine, anche quelle della Serie B, con 20 figurine,

## Il simbolo
Il logo ufficiale della raccolta è un calciatore, con maglia rossa, calzoncini bianchi e calzettoni gialli e neri, ritratto mentre esegue una rovesciata. Il simbolo è ispirato al gesto atletico di Carlo Parola durante un Fiorentina-Juventus del 15 gennaio 1950. La fotografia fu realizzata dal fotografo Corrado Banchi. Per i colori della divisa di Parola sono stati scelti la maglia rossa con calzoncini bianchi e calzettoni nero-gialli in quanto non esiste una squadra italiana con questi colori sociali. La versione che compare sulle figurine (bustine e album), venne realizzata nel 1970 da Wainer Vaccari, e pubblicata in oltre 200 milioni di copie con didascalie in greco e cirillico, arabo e giapponese. Esordì sulla copertina e sulle bustine nell'edizione 1965-66. Tornò poi due anni dopo e nel 1985, in occasione del 25º anniversario. Dieci anni dopo esce la 35ª edizione della serie, e da quel momento la rovesciata è comparsa su tutte le copertine. Pur non essendo sempre presente sugli album, il logo della raccolta è sempre stato impresso sulle bustine.